# Livedo reticular
La livedo reticular (o del llatí: livedo reticularis) és una troballa comuna de la pell que consisteix en una coloració moradenca en forma de xarxa. Es produeix per la reducció del flux sanguini a través de les arterioles que subministren els capil·lars cutanis, donant lloc a una sang desoxigenada que es mostra com una decoloració blava. Aquest pot ser un efecte secundari d'una malaltia que augmenta el risc d'una persona de formar coàguls, inclosa una àmplia gamma de trastorns patològics i no patològics.
Aquest trastorn pot ser normal o relacionat amb una patologia subjacent més severa. El seu diagnòstic diferencial es divideix generalment en possibles malalties sanguínies (com anèmies), malalties autoimmunitàries (reumatològiques), malalties cardiovasculars, càncers i trastorns endocrins (hiperlipidèmia), deficiències nutricionals, fàrmacs/toxines. Generalment (en el 80% dels casos) es pot diagnosticar per biòpsia.
Es pot agreujar per l'exposició al fred i es produeix sovint a les extremitats inferiors.
El nom d'aquest trastorn deriva del llatí livere que significa blavós i reticularis que es refereix al patró similar a una xarxa.